# Ryan FR Fireball
Il Ryan FR Fireball era un aereo da caccia monoplano realizzato dall'azienda statunitense Ryan Aeronautical Company a partire dalla metà degli anni quaranta; si trattava di un aeroplano a propulsione mista poiché montava contemporaneamente un motore endotermico ed un turbogetto.
Venne impiegato tra il 1945 ed il 1947 dalla componente aerea della United States Navy, della quale fu il primo velivolo ad impiegare la propulsione a reazione.

## Storia del progetto
Conosciuto inizialmente con la denominazione di fabbrica di Model 28, il primo aereo da combattimento realizzato dalla Ryan Aeronautical nacque dall'invito rivolto, sul finire del 1942, dalla U.S. Navy a nove diversi costruttori aeronautici per la realizzazione di un velivolo che potesse trarre giovamento dalle prestazioni consentite dall'impiego del motore a reazione pur nell'ambito operativo particolare costituito dalle portaerei della flotta.

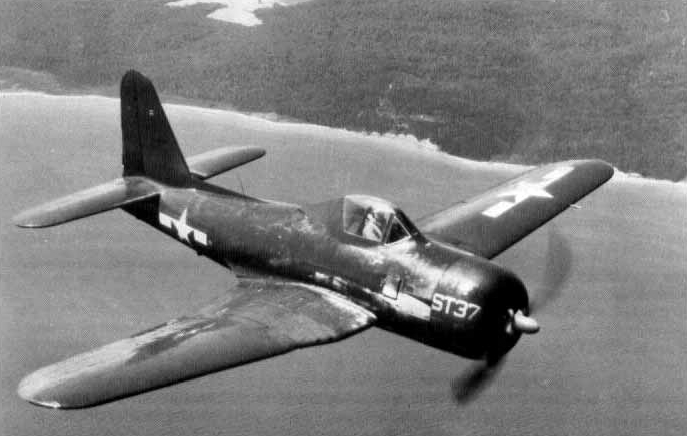
Un Fireball in volo durante le prove nei pressi della Naval Air Station Patuxent River.

A tale proposito le autorità militari erano consapevoli, sulla base delle risultanze dei test effettuati nel Regno Unito con il Gloster E.28/39, che le maggiori criticità correlate all'utilizzo di un velivolo imbarcato con propulsione a reazione sarebbero derivate dall'elevata velocità (soprattutto nelle fasi critiche del decollo e dell'appontaggio), dalla necessità di lunghe corse di decollo (difficilmente compatibili con la lunghezza dei ponti delle portaerei) e della breve autonomia operativa che caratterizzavano i velivoli in corso di sperimentazione. Al fine di maturare maggiore esperienza in merito la stessa U.S. Navy, all'inizio del 1942, aveva acquisito due esemplari di Bell YP-59A il cui impiego sperimentale evidenziò anche la carenza di spinta nelle fasi iniziali del decollo ed il ritardo di erogazione della potenza in caso di manovra di appontaggio abortita.
La scelta della marina fu quindi quella di optare per un aereo a propulsione "ibrida" sul quale un "classico" motore a pistoni sarebbe stato impiegato congiuntamente al "nuovo" turbogetto: al primo sarebbero state affidate le fasi di decollo ed appontaggio mentre il secondo avrebbe dovuto fornire la maggior potenza necessaria nelle fasi di salita in quota e durante il combattimento.
Malgrado la totale mancanza di precedenti esperienze in fatto di velivoli da combattimento e pur trovandosi per la prima volta alle prese con una richiesta proveniente dalla U.S. Navy, la Ryan affrontò il problema in modo convincente tanto da ottenerne l'affidamento, tramite la sottoscrizione del contratto, all'inizio del 1943. Secondo alcuni, parte delle ragioni che portarono ad affidare il compito alla Ryan risiedono nel fatto che l'azienda non fosse già impegnata nella costruzione di velivoli da combattimento necessari allo svolgimento della guerra e che potesse quindi destinare risorse al nuovo progetto senza intralci reciproci.
Lo sviluppo procedette speditamente e nel mese di dicembre del 1943 l'aviazione della marina statunitense stipulò nell'arco di pochi giorni sia l'ordine per tre prototipi che quello riguardante cento esemplari di serie; i velivoli, secondo il vigente sistema di designazione furono rispettivamente denominati XFR-1 e FR-1.
Il Model 28 esteriormente mostrava un aspetto convenzionale ma, oltre all'apparato propulsivo, presentava numerose soluzioni d'avanguardia (per l'epoca) quali il carrello d'atterraggio di tipo triciclo anteriore, l'ala con profilo laminare e l'impiego di rivetti a testa svasata per il fissaggio del rivestimento (completamente metallico anche per tutte le superfici di controllo).
Il prototipo già completo fu sottoposto a modifiche all'impennaggio che, originariamente disegnato ricalcando quello del Grumman F4F Wildcat, in seguito alle risultanze delle prove in galleria del vento eseguite con un modello in scala 1:5 risultò inadatto; la modifica fu completata in tempi relativamente brevi ed il Fireball volò per la prima volta il 25 giugno del 1944. In questa prima occasione, tuttavia, non era ancora installato il motore turbogetto il cui montaggio sull'aereo seguì a breve; altri numerosi voli di prova si susseguirono nel corso dell'estate ed il 20 settembre venne consegnato anche il secondo prototipo.

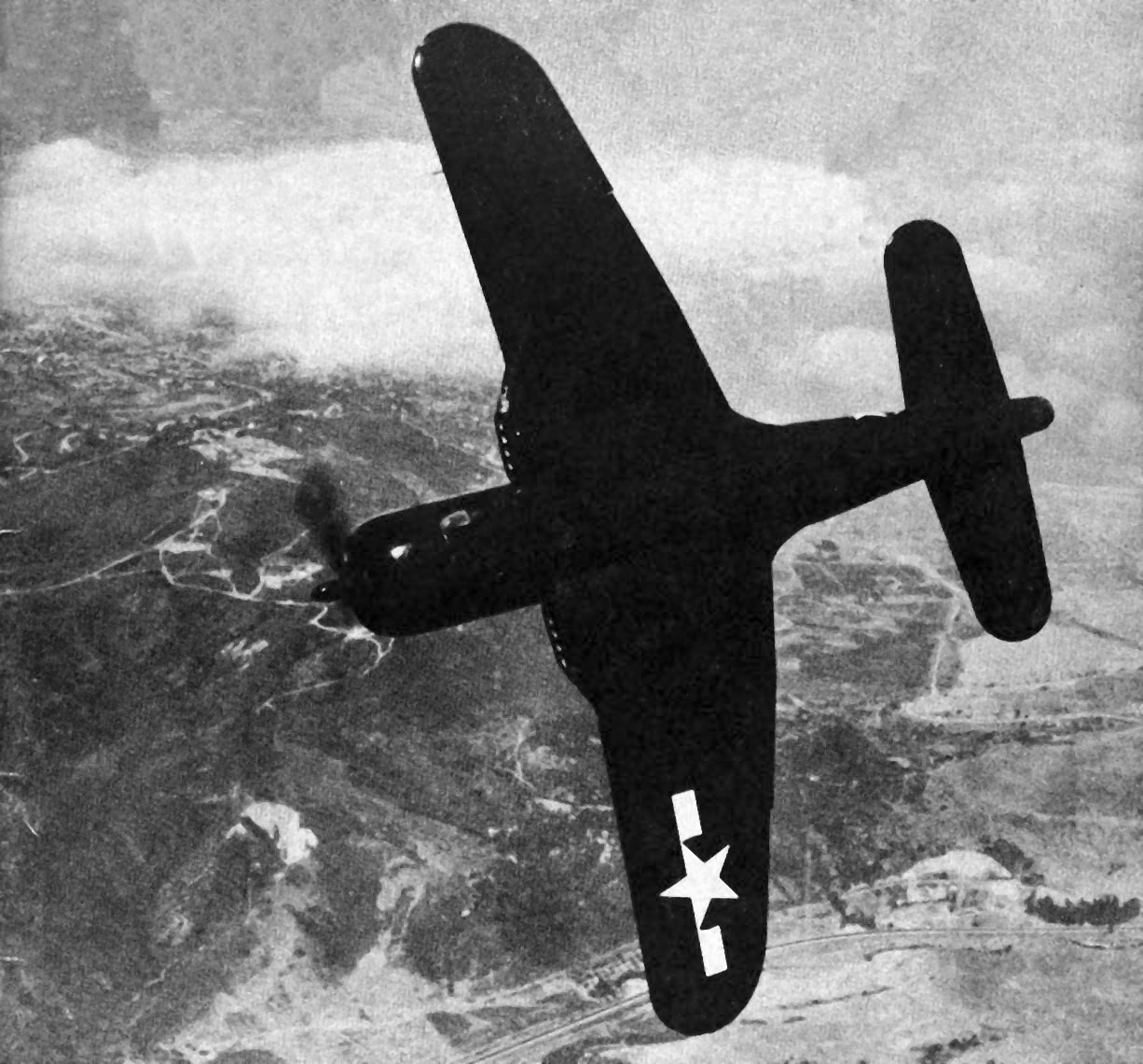
Vista della parte inferiore.

Il programma di voli di prova determinò altre modifiche di carattere aerodinamico quali la diversa configurazione delle prese d'aria per l'alimentazione del turbogetto e la configurazione dei flap; in quest'ultimo caso la modifica venne attuata a partire dal quindicesimo esemplare del lotto di produzione di serie.
Le consegne dei primi esemplari usciti dalla catena di montaggio iniziarono nel gennaio del 1945 ed alla fine dello stesso mese la Ryan siglò con la U.S. Navy un nuovo ordine per 600 nuovi esemplari del Fireball. Gli ordini già conclusi ma non ancora evasi vennero tuttavia cancellati in seguito alla fine della guerra: all'epoca del V-J Day erano stati completati, oltre ai tre prototipi, sessantasei esemplari di serie.
Nel corso del biennio 1945-1946 furono ipotizzati e, in alcuni casi, realizzati alcuni sviluppi del Fireball: un esemplare avrebbe ricevuto una versione leggermente più potente (1 425 hp) del motore Wright R-1820, acquisendo così la denominazione XFR-2, mentre la versione XFR-3 che avrebbe dovuto montare il turbogetto General Electric I-20 non lasciò la fase progettuale. Due cellule di FR-1 subirono modifiche di rilievo: la prima, che assunse la denominazione di XFR-4, venne dotata di turbogetto Westinghouse J34 (a compressore assiale) e modificata nelle prese d'aria che furono spostate dalle ali alle fiancate della fusoliera. La seconda di queste macchine fu trasformata ancor più radicalmente mediante l'installazione del motore turboelica al posto di quello a pistoni, dando origine ad un "nuovo" velivolo denominato XF2R Dark Shark.

## Tecnica

### Cellula

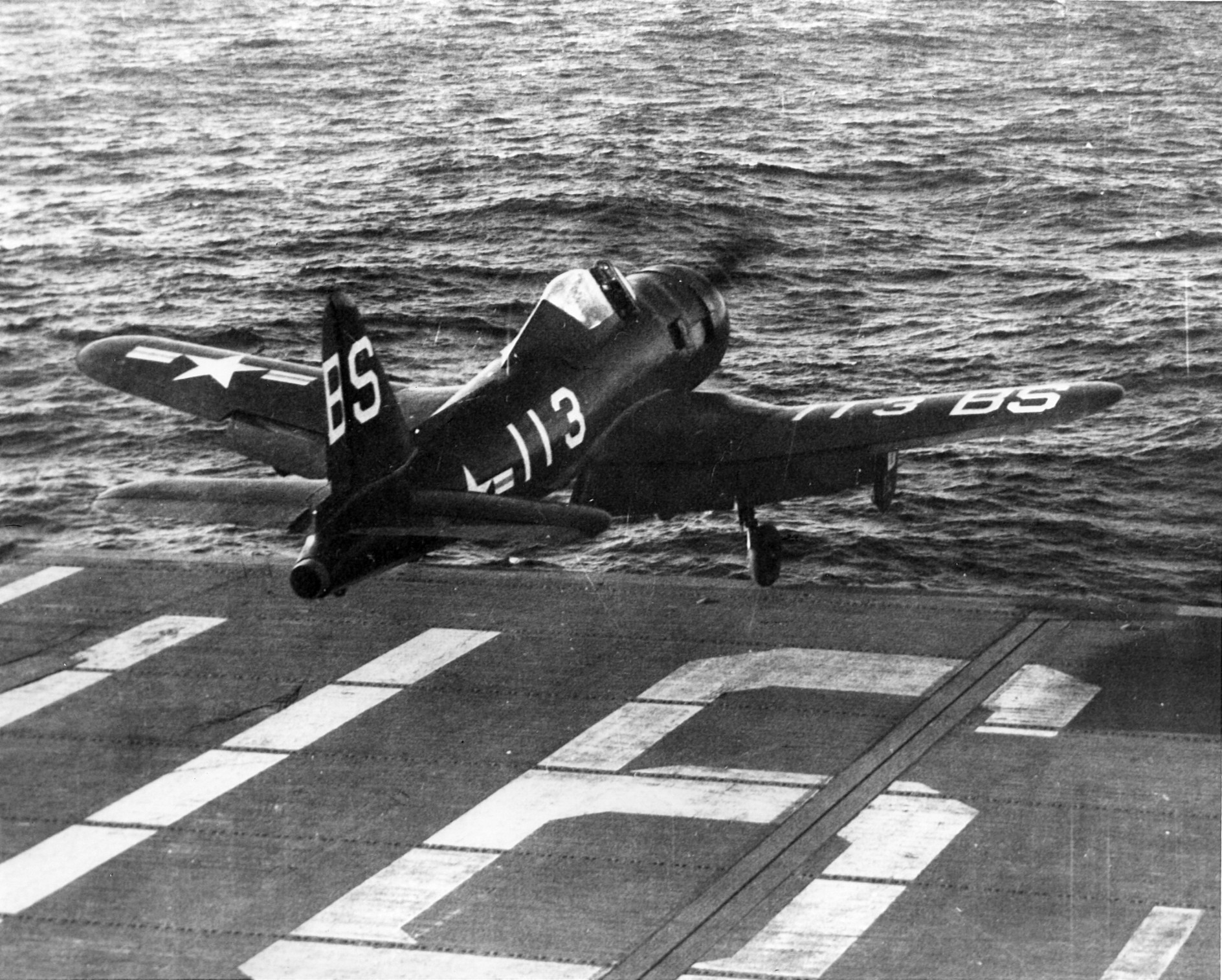
Vista posteriore di un Fireball durante il decollo: si individua chiaramente il cono di scarico del turbogetto.

Il Fireball era un monoplano ad ala bassa, realizzato interamente utilizzando materiali metallici. La fusoliera, di sezione circolare, ospitava nella parte anteriore il motore endotermico, dietro al quale era posto l'abitacolo monoposto, composto dal parabrezza anteriore e dal tettuccio, entrambi realizzati in polimetilmetacrilato. Alle spalle del pilota era alloggiato il turbogetto le cui prese d'aria erano ricavate nelle radici alari, all'altezza del bordo d'entrata. Tutta la sezione del velivolo posta alle spalle del pilota era facilmente removibile al fine di agevolare la manutenzione del turbogetto.
La fusoliera, rastremandosi verso la coda, terminava con l'impennaggio di tipo classico, con gli stabilizzatori disposti alla base della deriva, al di sotto del quale si trovava il condotto di scarico del turbogetto.
Le ali, come si è detto, avevano un profilo di tipo laminare ed il loro disegno era stato appositamente concepito per consentire il raggiungimento del numero di Mach critico in modo contemporaneo su tutta la lunghezza. Le superfici di controllo erano disposte lungo tutto il bordo d'uscita dell'ala ed avevano rivestimento completamente metallico. Le semiali erano retraibili verso l'alto mediante un sistema idraulico, al fine di consentire un minore ingombro e favorire lo stivaggio dell'aereo negli hangar delle portaerei; la sezione retraibile della semiala aveva andamento inclinato verso l'estremità a formare un angolo di diedro leggermente positivo.
Tutto il rivestimento del Fireball era interamente metallico e, per la prima volta su un velivolo dell'U.S. Navy, vedeva l'impiego di rivetti a testa svasata che, rispetto ai rivetti "standard" fino ad allora utilizzati, consentono di preservare maggiormente le caratteristiche aerodinamiche delle superfici sulle quali vengono fissati.
Il carrello era di tipo triciclo anteriore: la scelta della configurazione, per l'epoca inusuale, era determinata dalla necessità di impedire che il condotto di scarico del turbogetto toccasse il suolo nel corso delle fasi di decollo ed atterraggio dell'aereo. Tutti gli elementi del carrello erano dotati di una singola ruota; quello anteriore era incernierato subito dietro il motore anteriore e si ritraeva all'indietro al centro della fusoliera mentre gli elementi posteriori, disposti nelle semiali, si ritraevano con movimento laterale verso il centro del velivolo.

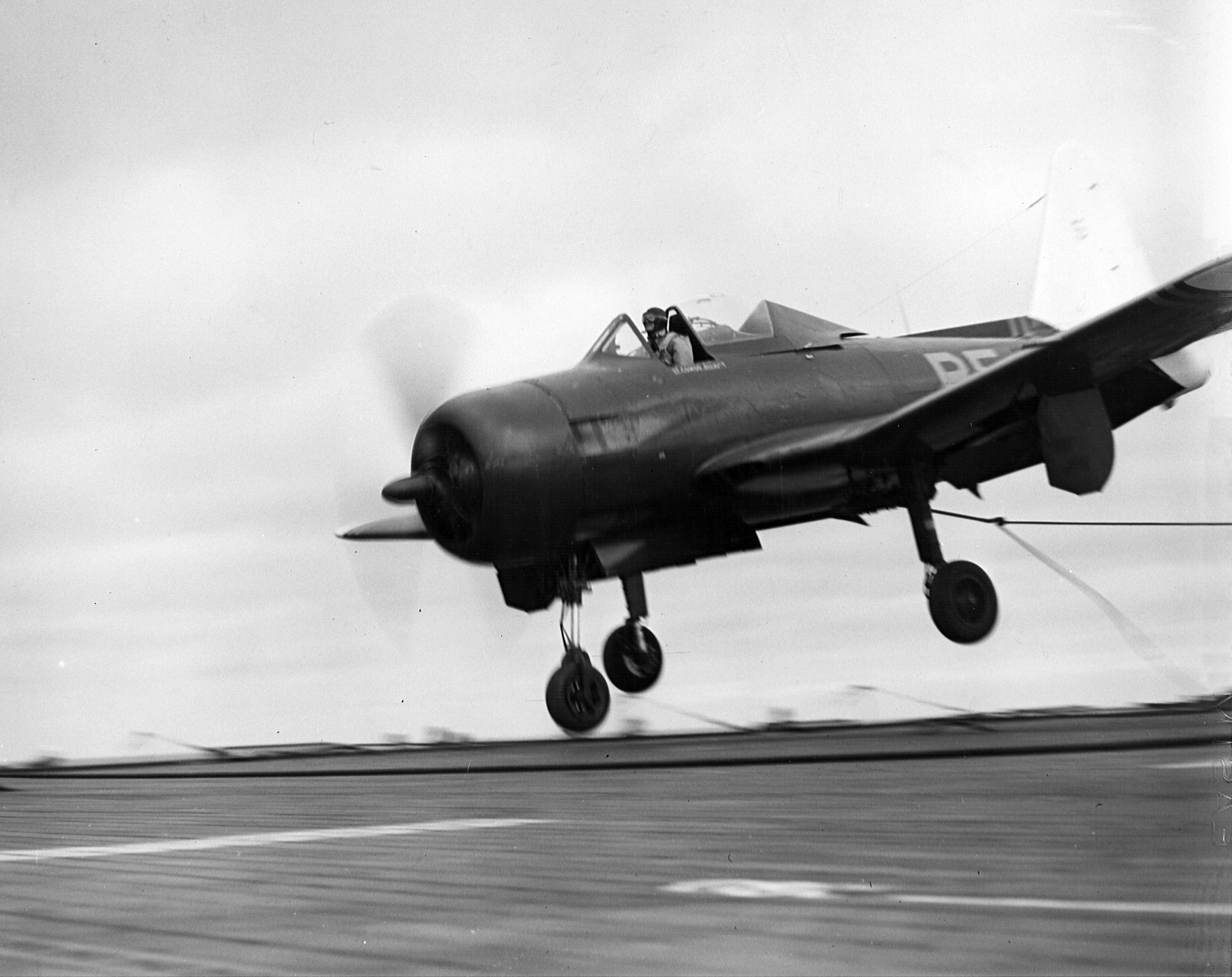
Manovra d'appontaggio eseguita con esito dubbio.

Nella parte inferiore della fusoliera, a circa metà della sua lunghezza, era imperniato il gancio d'arresto, costituito da una singola asta metallica.

### Motore
Il Fireball montava anteriormente un motore Wright Cyclone, motore radiale a nove cilindri, nella versione "72W" che erogava la potenza di 1 350 hp (pari a 1 007 kW).
Nella parte centrale della fusoliera era invece disposto il turbogetto a compressore centrifugo General Electric J31, all'epoca indicato come "I-16", prima evoluzione prodotta in serie negli Stati Uniti del progetto di Frank Whittle. Questa seconda unità motrice era in grado di sviluppare una forza pari a 7,1 kN.
I due motori erano stati adattati per poter funzionare con il medesimo tipo di carburante; il velivolo poteva volare anche grazie ad uno solo dei due motori ed il pilota aveva a disposizione un sistema di controllo che gli consentiva di decidere quale motore utilizzare a seconda della contingenza.

### Armamento
La dotazione standard del Fireball era costituita da quattro mitragliatrici Browning M2, ciascuna dotata di un serbatoio contenente 300 cartucce calibro .50 BMG; le armi erano disposte a coppie nelle semiali, immediatamente al lato esterno delle prese d'aria del turbogetto ed il loro allineamento prevedeva che la traiettoria dei proiettili convergesse a 300 iarde (274 metri circa) dal punto di sparo.
Al di sotto delle ali erano previsti punti per l'attacco di carichi esterni; ai due disposti (uno per ciascuna semiala) nella parte più interna delle semiali potevano essere agganciati alternativamente serbatoi ausiliari di carburante o carichi offensivi; questi ultimi potevano essere costituiti da bombe fino ad un peso massimo di 2 000 lb (908 kg). Ai due punti (per ciascuna semiala) disposti nella parte inferiore della sezione esterna delle semiali potevano essere agganciate bombe da 100 lb (45 kg) ciascuna oppure razzi da 4.5 in.

## Impiego operativo
Benché, per l'epoca, poco convenzionale il Fireball non evidenziò particolari problemi "di gioventù" ed il programma di prove venne sviluppato con una certa regolarità. Tuttavia il 13 ottobre del 1944 il volo di Bob Kerlinger, principale pilota collaudatore della Ryan, si concluse drammaticamente con l'esplosione in volo del primo prototipo: si arrivò a supporre, senza tuttavia poterlo provare nei fatti, che il cedimento fosse dovuto al superamento del limite di compressibilità della struttura. Ulteriori prove svolte successivamente per verificare questa teoria portarono a stabilire delle limitazioni operative nei confronti delle macchine di serie, limitazioni che vennero cancellate solo dopo che si stabilì di incrementare il numero dei rivetti di fissaggio del rivestimento nella sezione esterna delle ali.
Altri due incidenti funestarono i mesi primaverili del 1945: il 25 marzo uno dei Fireball di serie ebbe un incidente analogo al primo, al termine di una manovra di picchiata, mentre il 5 aprile il terzo prototipo andò distrutto per il distacco del cupolino dell'abitacolo durante un sorvolo ad alta velocità del Lindberg Field.
Nel frattempo però le contingenze belliche richiedevano che i test fossero portati a termine con sollecitudine, rendendo così disponibili i Fireball che con la loro velocità avrebbero dovuto far fronte alla minaccia rappresentata dai nuovi Yokosuka MXY7 Ohka, velivoli kamikaze con motore a razzo. Il programma di prove ebbe inizio nel mesi di ottobre del 1944 e venne suddiviso su tre diversi siti: uno rappresentato dagli impianti presso la stessa casa costruttrice, uno presso la Naval Air Station Patuxent River (situata nella Baia di Chesapeake) sede del Naval Air Test Center e presso la Naval Air Station North Island (nella penisola di Coronado) base del reparto "VF-66" appositamente costituito il 1º gennaio 1945 per l'impiego operativo dei Fireball. All'inizio del mese di marzo del 1945 il Fireball fu sottoposto con esito positivo alle prove a bordo della portaerei USS Charger.
Durante le prove i Fireball, la cui esistenza fino ad allora non era stata resa pubblica, furono al centro di alcuni episodi curiosi: non mancarono le occasioni di incontro con altri velivoli i cui piloti rimanevano sbalorditi nel vedere volare l'aereo con l'elica immobile posta "in bandiera", anche perché gli stessi piloti sapevano di poter contare sulla somiglianza esteriore del Fireball con il Grumman F8F Bearcat, al fine di sorprendere gli osservatori.
Nel mese di maggio il "VF-66" iniziò le prove per l'abilitazione al servizio sulla USS Ranger senza tuttavia avere la possibilità di entrare in servizio operativo dato che, nel frattempo, sopraggiunse la fine delle ostilità. Il reparto venne disciolto nel mese di ottobre: materiale e personale furono trasferiti al "VF-41". Il 6 novembre del 1945 il Fireball entrò, involontariamente, nella storia quando uno dei velivoli del reparto fu soggetto ad un'avaria del motore a pistoni e fu costretto a rientrare con il solo apporto del turbogetto: era la prima volta che un aviogetto si posava sul ponte di una portaerei.
Il 15 novembre il "VF-41" vide la propria denominazione mutata in quella di "VF-1E"; l'estate successiva, durante una crociera operativa a bordo della portaerei USS Rendova, in seguito ad un incidente occorso in fase di atterraggio, tutti i Fireball vennero sospesi dal servizio ed ispezionati: dopo che furono riscontrati problemi alle strutture dei velivoli fu presa la decisione di dismetterli dal reparto. Il 1º agosto del 1947 il Fireball chiudeva ufficialmente la propria carriera operativa.

## Versioni

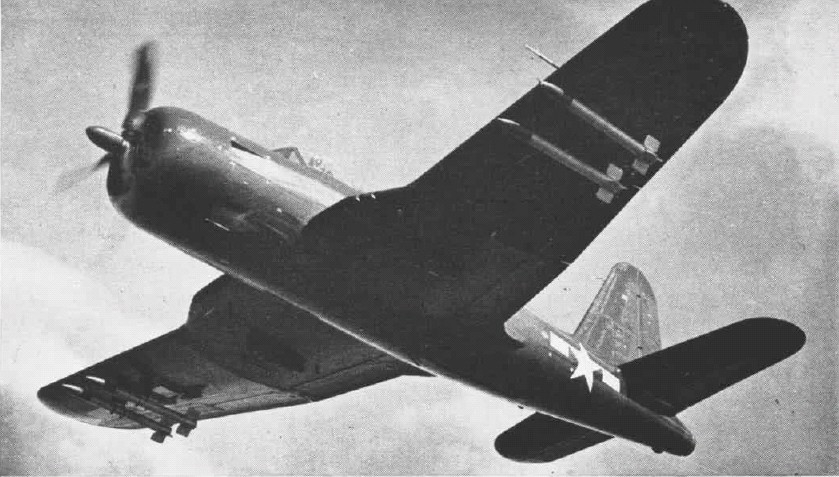
Un FR-1 Fireball; si notino i razzi nei piloni esterni mentre i due piloni, nella parte interna delle semiali, sono privi di dotazioni.

I dati sulle versioni, se non diversamente indicato, sono tratti da "Ryan FR-1 Fireball" in "MINI in action" nº 5.
- XFR-1: designazione relativa ai tre prototipi della prima serie (l'unica entrata in produzione); il primo dei tre uscì dalla fabbrica con i piani di coda ripresi da quelli del Wildcat, come da progetto originale, modificati in seguito alle risultanze delle prove in galleria del vento, prima ancora che il velivolo fosse portato in volo;
- FR-1: fu l'unica variante prodotta in serie; gli ordinativi complessivi riguardavano complessivamente settecento esemplari, ma la fine della guerra portò alla loro definitiva cancellazione quando dalle catene di montaggio era uscito il sessantaseiesimo velivolo;
- XFR-2: designazione assegnata ad uno dei Fireball cui fu installato un motore Wright Cyclone più recente e leggermente più potente (1 425 hp contro gli originari 1 350);
- XFR-3: variante rimasta allo stato progettuale; nelle intenzioni si prevedeva di installare il turbogetto General Electric I-20 in luogo dell'originario I-16, ma la realizzazione del motore non ebbe sviluppi concreti;
- XFR-4: fu la denominazione assegnata ad uno degli FR-1 di serie cui fu sostituito il turbogetto originario con uno Westinghouse J34; le modifiche più rilevanti alla cellula riguardarono l'allungamento della fusoliera (il J34 era un turbogetto a compressore assiale, contrariamente all'I-16) e lo spostamento delle prese d'aria nel corpo principale della fusoliera.

## Utilizzatori
Stati Uniti
- United States Navy

### Annotazioni
1. ↑  Evento noto in gergo come bolter.
2. ↑  In lingua inglese, flush-riveted skin.

### Fonti
1. ↑  Ernest McDowell, 1995, p. 8.
2. ↑  Ernest McDowell, 1995, p. 23.
3. ↑  Ernest McDowell, 1995, p. 38.
4. 1 2 3 4  David Mondey, 1998, p. 223.
5. ↑  Ernest McDowell, 1995, p. 18.
6. ↑  Steve Ginter, 1995, p. 18.
7. 1 2 3 4 5  Steve Ginter, 1995, p. 2.
8. 1 2  Ernest McDowell, 1995, p. 4.
9. 1 2  John C. Fredriksen, 2001, p. 277.
10. 1 2 3 4 5 6  Gordon Swanborough e Peter M. Bowers, 1990, p. 402.
11. 1 2  Lloyd S. Jones, 1977, p. 216.
12. 1 2 3 4  Steve Ginter, 1995, p. 3.
13. 1 2 3 4 5 6 7  Steve Ginter, 1995, p. 5.
14. 1 2  Ernest McDowell, 1995, p. 6.
15. 1 2 3 4  Ernest McDowell, 1995, p. 20.
16. ↑  Steve Ginter, 1995, p. 23.
17. ↑  Steve Ginter, 1995, p. 17.
18. 1 2 3 4  Steve Ginter, 1995, p. 31.
19. ↑  Steve Ginter, 1995, p. 36.
20. 1 2  Steve Ginter, 1995, p. 43.
21. 1 2  Ernest McDowell, 1995, p. 35.
22. ↑  Steve Ginter, 1995, p. 55.

### Periodici
- (EN) Ernest McDowell, Ryan FR-1 Fireball, in MINI in action, n. 5, Carrollton, TX, USA, Squadron/Signal Publications Inc., 1995,  p. 50, ISBN 0-89747-344-2.
- (EN) Steve Ginter, Ryan FR-1 Fireball And XF2R-1 Darkshark, in Naval Fighters, n. 28, Simi Valley, CA, USA, Ginter Books, febbraio 1995,  pp. 74, ISBN 978-0-942612-28-8.
- (EN) Pistons Plus, in Flight, Sutton, Surrey - UK, Reed Business Information Ltd., 4 ottobre 1945,  p. 363. URL consultato il 20 gennaio 2014.
- (EN) Unlike Twins, in Flight, Sutton, Surrey - UK, Reed Business Information Ltd., 10 gennaio 1946,  pp. 29-31. URL consultato il 20 gennaio 2014.